# إتيان ديدوت
إتيان ديدوت (بالفرنسية: Étienne Didot) (مواليد 24 يوليو 1983 في بايمبول - فرنسا) لاعب كرة قدم فرنسي يلعب حاليا لصالح نادي الدرجة الأولى تولوز الفرنسي منذ 2008 في مركز الوسط المحوري .

## روابط خارجية
- إتيان ديدوت على موقع رابطة كرة القدم الفرنسية للمحترفين (الإنجليزية)
- إتيان ديدوت على موقع قاعدة بيانات كرة القدم.إي يو (الإنجليزية)
- إتيان ديدوت على موقع Soccerway.com (الإنجليزية)
- إتيان ديدوت على موقع عالم كرة القدم.نت (الإنجليزية)